# 医王寺 (松戸市)
医王寺（いおうじ）は、千葉県松戸市にある真言宗豊山派の寺院。

## 歴史
寛永年間（1624年 - 1644年）に開山された。この頃、当地では疫病が流行していた。そこに越後国（現・新潟県）から不動明王像を背負った僧侶が通りかかった。この僧侶が不動明王に祈ると、疫病の流行が止んだ。地元の高木治右衛門吉久は土地を寄進し、この不動明王を本尊とする寺を創建した。病を鎮めたことから「医王寺」と称することになった。
当寺には、「松戸七福神」の一つである毘沙門天像が祀られている。

## 交通アクセス
- 小金城趾駅より徒歩11分。